# Paul Kohler (homme politique)
Paul Christopher Kohler est un homme politique libéral démocrate britannique et universitaire en droit, député de Wimbledon depuis 2024. Avant son élection, il est spécialiste du droit de la propriété et directeur de la faculté de droit de l'université SOAS de Londres.

## Jeunesse et éducation
Kohler est diplômé du Jesus College de Cambridge en 1986 avec un baccalauréat ès arts (BA) en droit. Au cours de ses études universitaires, il est président du May Ball, où son camarade de premier cycle de Jesus, le prince Edward, siège à son comité, et est également élu président du JCR.

## Carrière
Dans les années 1990 et 2000, Kohler enseigne à l'University College de Londres (UCL) et au New College d’Oxford. Il est également responsable qualité chez Nabarro Nathanson. Jusqu'en 2019, avant de se présenter au Parlement, Kohler est maître de conférences et ancien tuteur de premier cycle à la SOAS University of London, où il dirige la SOAS School of Law. Il est également chercheur invité à l'Université Queen Mary de Londres et propriétaire du bar CellarDoor de Covent Garden, qu'il convertit à partir de toilettes publiques souterraines désaffectées pour hommes en 2006. Il est auparavant membre de l'Université d'État russe de justice, mais démissionne à la suite de l'invasion de l'Ukraine par la Russie.
Kohler se présente pour la première fois pour les Libéraux-démocrates aux élections locales de 2018, en étant élu conseiller dans le quartier Trinity du Merton London Borough Council. Un an plus tard, il est choisi comme candidat du parti pour la circonscription de Wimbledon aux élections générales de 2019 au Royaume-Uni. Il est battu par le député conservateur sortant, Stephen Hammond, mais augmente la part de voix des Lib Dems à la deuxième place avec 19 745 voix (37,2 %), réduisant la majorité de Hammond à seulement 628 voix. Il est de nouveau élu au conseil de Merton lors des élections locales de 2022, cette fois comme l'un des trois conseillers libéraux-démocrates du quartier de Wimbledon Town et Dundonald. Après avoir de nouveau obtenu l'investiture du parti pour la circonscription parlementaire de Wimbledon aux élections générales de 2024 au Royaume-Uni, il remporte le siège sur les conservateurs (Hammond ne se représente pas), avec 24 790 voix (45,1 %) et une majorité de 12 610 voix (22,9 %).

## Vie personnelle
Kohler est marié et père de quatre filles. Il subit de graves blessures après avoir été battu par des cambrioleurs lors d'une descente à son domicile en 2014. Il a souffert d'une fracture de l'orbite oculaire, d'un nez cassé et d'une grave hémorragie interne.